# Mamilla (sadzawka)

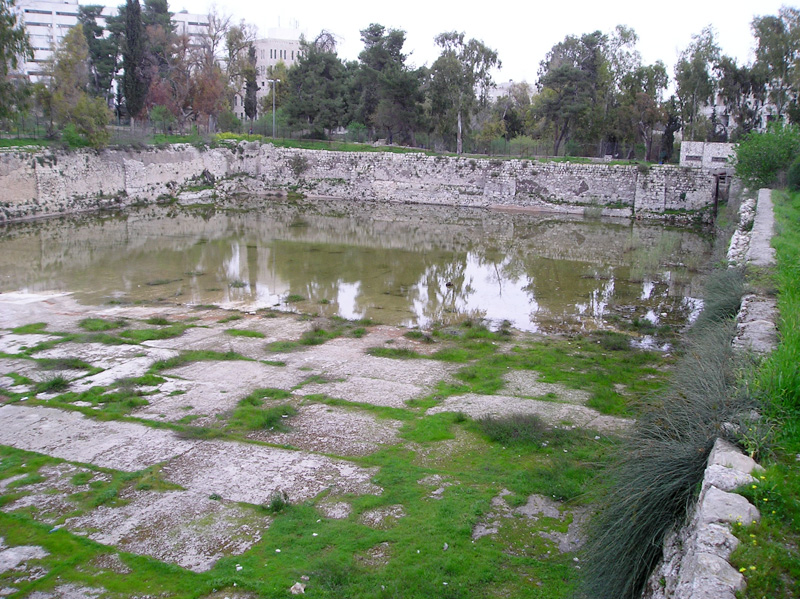
Mamilla

Mamilla (hebr. Birket Mamilla) – antyczna sadzawka poza murami Starej Jerozolimy w Izraelu.
Znajduje się dzisiaj na terenie izraelskiego Parku Niepodległości (hebr. Gan ha-Azmaut). Otacza ją stary muzułmański cmentarz. Mamilla ma długość 90 m, szerokość 60 m, głębokość 6–8 m (foto).
W VII w. w czasie najazdu perskiego do Mamilli wrzucano ciała zabitych chrześcijan. Zostali oni zamordowani przez Żydów, którzy wykupili ich od Persów. Strategiusz szacuje liczbę ofiar na 66 tysięcy, Henry Milman podaje zaś 90 tysięcy. Po opuszczeniu miasta przez wojska Chosroesa II pobożny chrześcijanin, którego źródła nazywają Tomaszem, wraz ze swą żoną Maksymillą zebrali ciała męczenników z terenu całej Jerozolimy i pochowali w dużej grocie w pobliżu sadzawki. Pielgrzym Bernard  Mędrzec, przebywając w Ziemi Świętej w 870, nawiedził kościół św. Mamilli, w którym pochowani byli święci męczennicy wymordowani przez wojska czcicieli ognia.
W czasie dominacji łacińskiej wokół sadzawki znajdował się katolicki cmentarz patriarchalny. Ponad grotą męczenników wznosiła się świątynia, w której każdego dnia sprawowano msze św. za dusze zmarłych. Do dzisiaj na zachód od Mamilli widoczne są pozostałości groty, stanowiącej kiedyś naturalną kryptę bizantyjskiego kościoła (foto).
W XIII w. w okolicy sadzawki zaczęli chować swoich zmarłych muzułmanie (foto). Jeden z muzułmańskich średniowiecznych mauzoleów – grób Alah ad-Din'a, syna Abdallaha al-Kebeby – zachował się w dobrym stanie do dziś (foto). Przez długi czas Mamilla była miejscem, w którym kamieniarze kruszyli kamień.
Niepewna jest etymologia nazwy sadzawki. Możliwe, że jest ona swego rodzaju skrótem imienia żony pobożnego Tomasza, która z czasem, za swój chwalebny czyn uznawana była przez lokalnych chrześcijan za świętą. Być może, że nazwa odwołuje się do imienia fundatorki zbiornika, który służył mieszkańcom miasta (foto).